# Dżokej

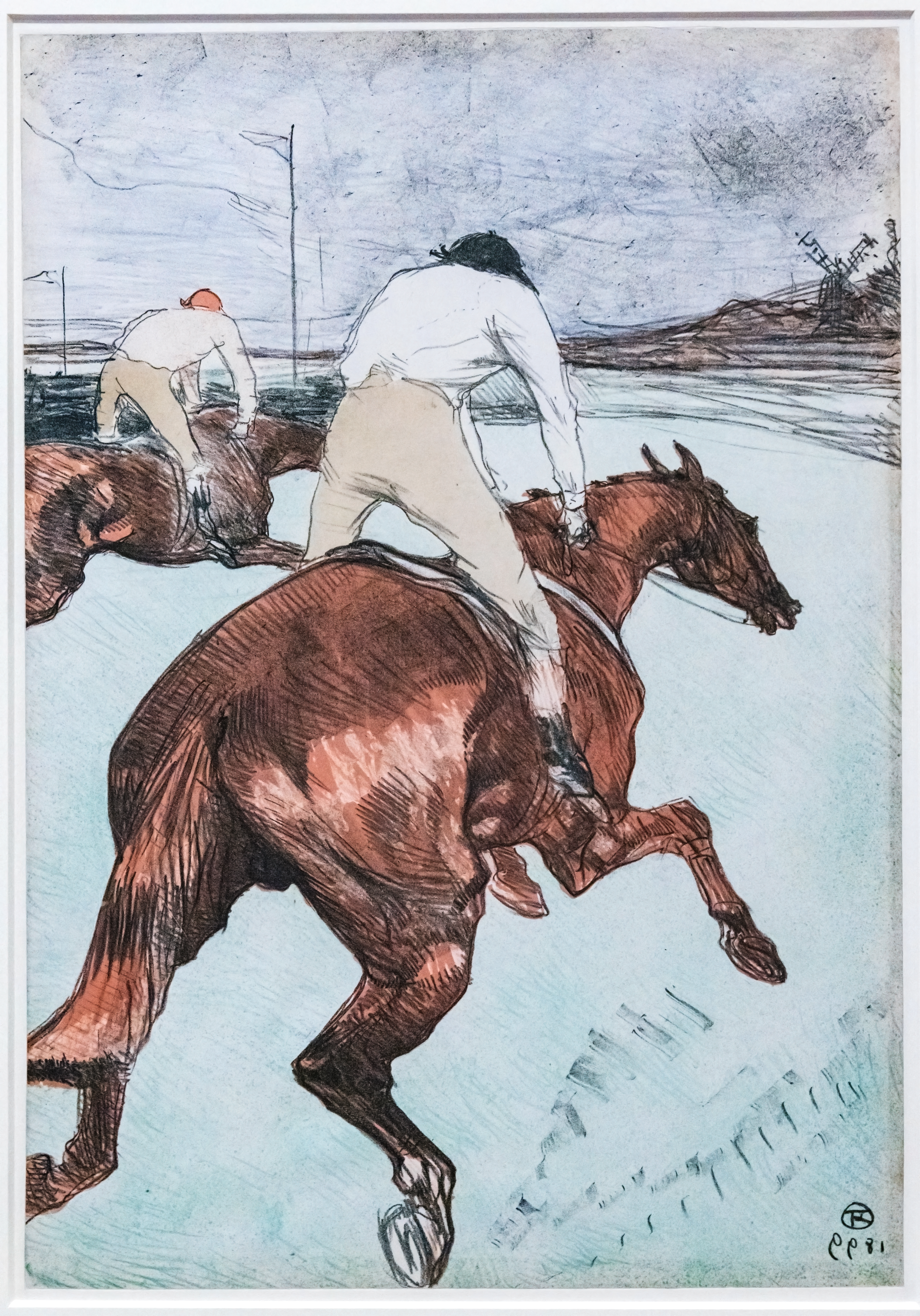
Henri de Toulouse-Lautrec, Dżokej (1899)

Dżokej (ang. jockey) – jeździec w wyścigach konnych, który podczas zawodów stosuje specyficzny bardzo płytki dosiad, zwany półsiadem lub dosiadem stiplowym, w strzemionach na bardzo krótkich puśliskach.
Dawniej dżokej to służący jadący na koniu przy karecie lub powozie albo towarzyszący jadącemu konno panu.

## Kategorie jeździeckie
- u. – uczeń (jeździec, który nie wygrał 10 gonitw)
- (-4) – uczeń korzystający z 4 kg ulgi wagi
- st. u. – starszy uczeń (jeździec, który nie wygrał 25 gonitw)
- (-3) – starszy uczeń korzystający z 3 kg ulgi wagi
- pr. dż. – praktykant dżokejski (jeździec, który nie wygrał 50 gonitw)
- (-2) – praktykant dżokejski korzystający z 2 kg ulgi wagi
- k. dż. – kandydat dżokejski (jeździec, który nie wygrał 100 gonitw)
- (-1) – kandydat dżokejski korzystający z 1 kg ulgi wagi
- dż. – dżokej (jeździec, który wygrał 100 lub więcej gonitw)

Wagę dżokeja podaje się razem z siodłem. Dżokej nie korzysta z ulgi wagi. Uczniowie nie mają prawa dosiadania koni ze szpicrutą.